# Birchiș
Birchiș (in ungherese Marosberkes) è un comune della Romania di 2 040 abitanti, ubicato nel distretto di Arad, nella regione storica del Banato.
Il comune è formato dall'unione di 4 villaggi: Birchiș, Căpâlnaș, Ostrov, Virișmort.